# Nazionale maschile di pallacanestro dell'Afghanistan
La nazionale di pallacanestro dell'Afghanistan è la rappresentativa cestistica dell'Afghanistan ed è posta sotto l'egida della Federazione cestistica dell'Afghanistan.

## Piazzamenti

### Giochi asiatici
- 2006 - 13°
- 2010 - 13°